# Zelotes atlanticus
Zelotes atlanticus är en spindelart som först beskrevs av Simon 1909.  Zelotes atlanticus ingår i släktet Zelotes och familjen plattbuksspindlar.
Artens utbredningsområde är Marocko. Inga underarter finns listade i Catalogue of Life.